# Torrent del Tortuguer
El Torrent del Tortuguer és un afluent pel marge dret del Llobregat. Neix a una altitud de 457 metres a l'obaga de la Calcina a la Muntanya de Montserrat i, en passar pel disseminat del Solei de la Barraca, desemboca a la frontera entre Castellbell i Monistrol de Montserrat.
Afluents
- Torrent de les Coves de Santa Cecília
- Torrent de l'Alba